# Putifigari
Putifigari (sardinski: Potuvìgari) je grad i općina (comune) u pokrajini Sassariju u regiji Sardiniji, Italija. Nalazi se na nadmorskoj visini od 267 metara i ima 729 stanovnika.
 Prostire se na 53,10 km². Gustoća naseljenosti je 14 st/km².
Susjedne općine su: Alghero, Ittiri, Uri i Villanova Monteleone.